# Puig del Monars
El Puig del Monars és una muntanya de 258 metres que es troba al municipi d'Olivella, a la comarca del Garraf.